# Alban (Tarn)
Alban – miejscowość i gmina we Francji, w regionie Oksytania, w departamencie Tarn.
Według danych na rok 1990 gminę zamieszkiwały 904 osoby, a gęstość zaludnienia wynosiła 92 osób/km² (wśród 3020 gmin regionu Midi-Pireneje Alban plasuje się na 371. miejscu pod względem liczby ludności, natomiast pod względem powierzchni na miejscu 1100.).